# Dálnoki Veress család
Erdélyi, háromszéki székely nemesi (primor) család. II. Rákóczi György erdélyi fejedelemtől kaptak nemesi címet.
Jelentősebb családtagok:
- Veress Dániel, író, irodalomtörténész
- Veress Emőd, jogász, egyetemi oktató
- Veress Gábor, ügyvéd
- Veres Gyula, ügyvéd
- Veres Gerzson, kuruc kapitány, költő
- Veress Gerzson, költő
- Veress Jenő, református lelkész, tábori esperes, teológiai szakíró
- Veress Lajos, vezérezredes, a 2. magyar hadsereg parancsnoka
- Veress László, diplomata